# Vassili Perov
Pour les articles homonymes, voir Perov.
Vassili Grigorievitch Perov (en russe : Василий Григорьевич Перов; ISO 9 : Vasilij Grigor'evič Perov) est un peintre russe né le 21 décembre 1833 (2 janvier 1834 dans le calendrier grégorien) à Tobolsk et mort le 29 mai 1882 (10 juin dans le calendrier grégorien) d'une tuberculose près de Moscou. Il fut membre du groupe dit des Ambulants.

## Biographie
Vassili Perov est né le 2 janvier 1834 à Tobolsk. Il termine les cours à l'école d'Arzamas et entre à l'école d'Art Alexandre Stoupine (en) (également à Arzamas). En 1853, il est admis à l'École de peinture, de sculpture et d'architecture de Moscou, où il suivit les cours de Scotta, Mokritsky et Zarianko. En 1856, l'Académie lui décerne une médaille d'argent. Par la suite l'Académie lui attribue d'autres récompenses : en 1858 - une médaille d'argent pour le tableau L'Arrivée du chef de la stanitza pour l'enquête, en 1860 - une médaille d'or pour les tableaux La Scène sur la tombe et Le Fils du sacristain promu au premier grade de la Table des rangs, en 1861 - une médaille d'or pour le tableau Le Sermon dans le village. En 1862, il voyage en Allemagne, puis à Paris. Il était lié à Illarion Prianichnikov dont il a influencé le style.  
Le peintre est mort de tuberculose, le 10 juin 1882, au village de Kouzminki. Ses cendres ont été transférées au cimetière du monastère de Donskoï de Moscou, dans les années 1950.

## Quelques œuvres

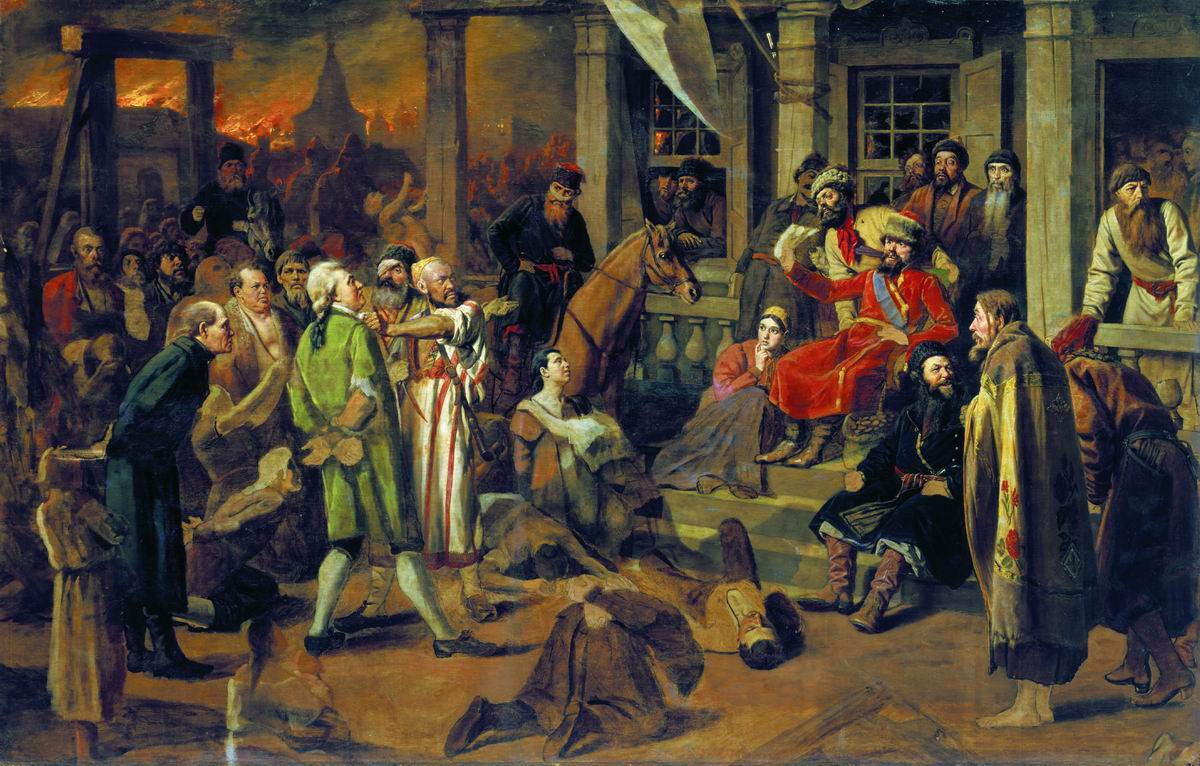
« Le Jugement de Pougatchev », 1879, Musée Russe, Saint-Pétersbourg
« Les Chasseurs à la halte », 1871
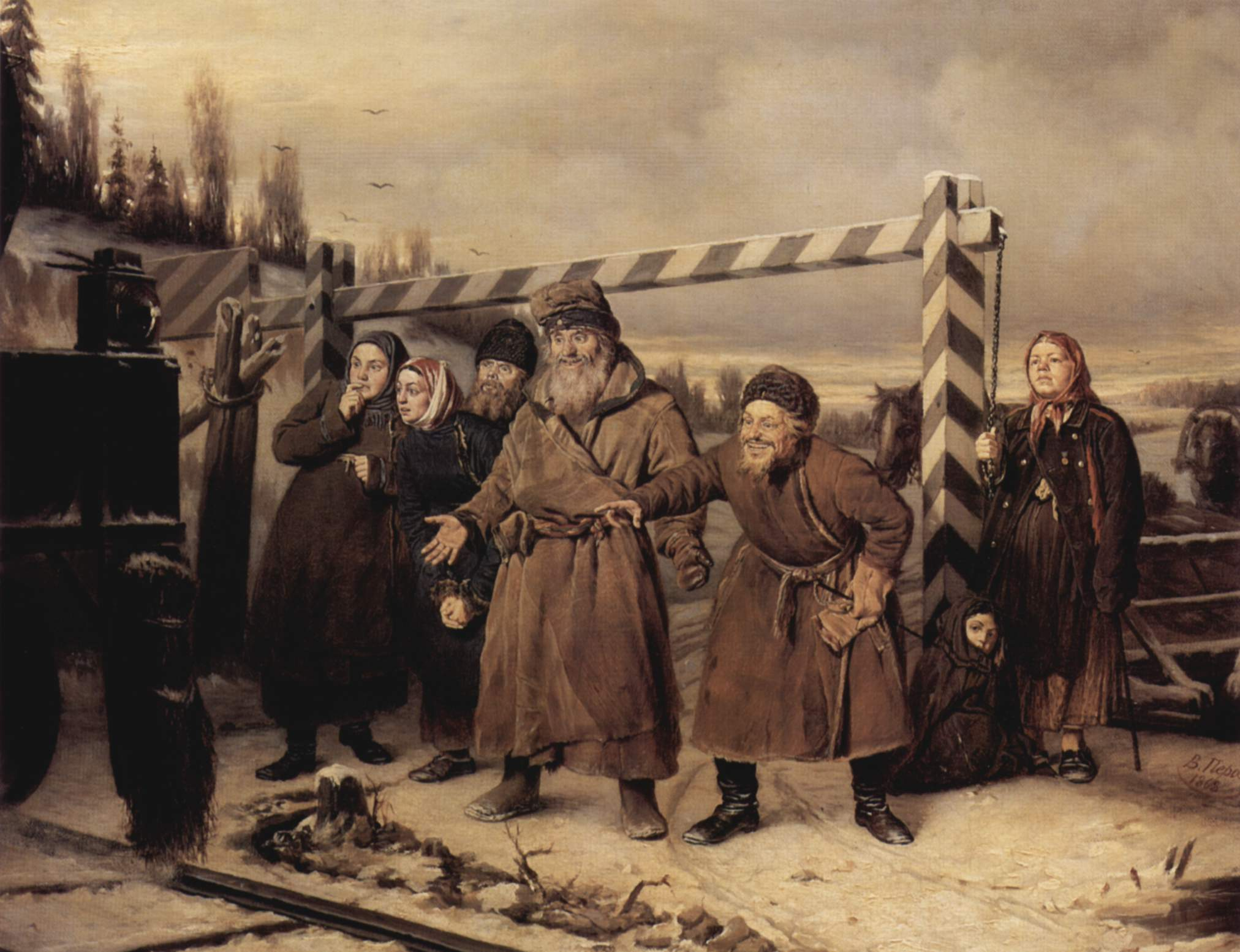
« Scène sur la voie ferrée »
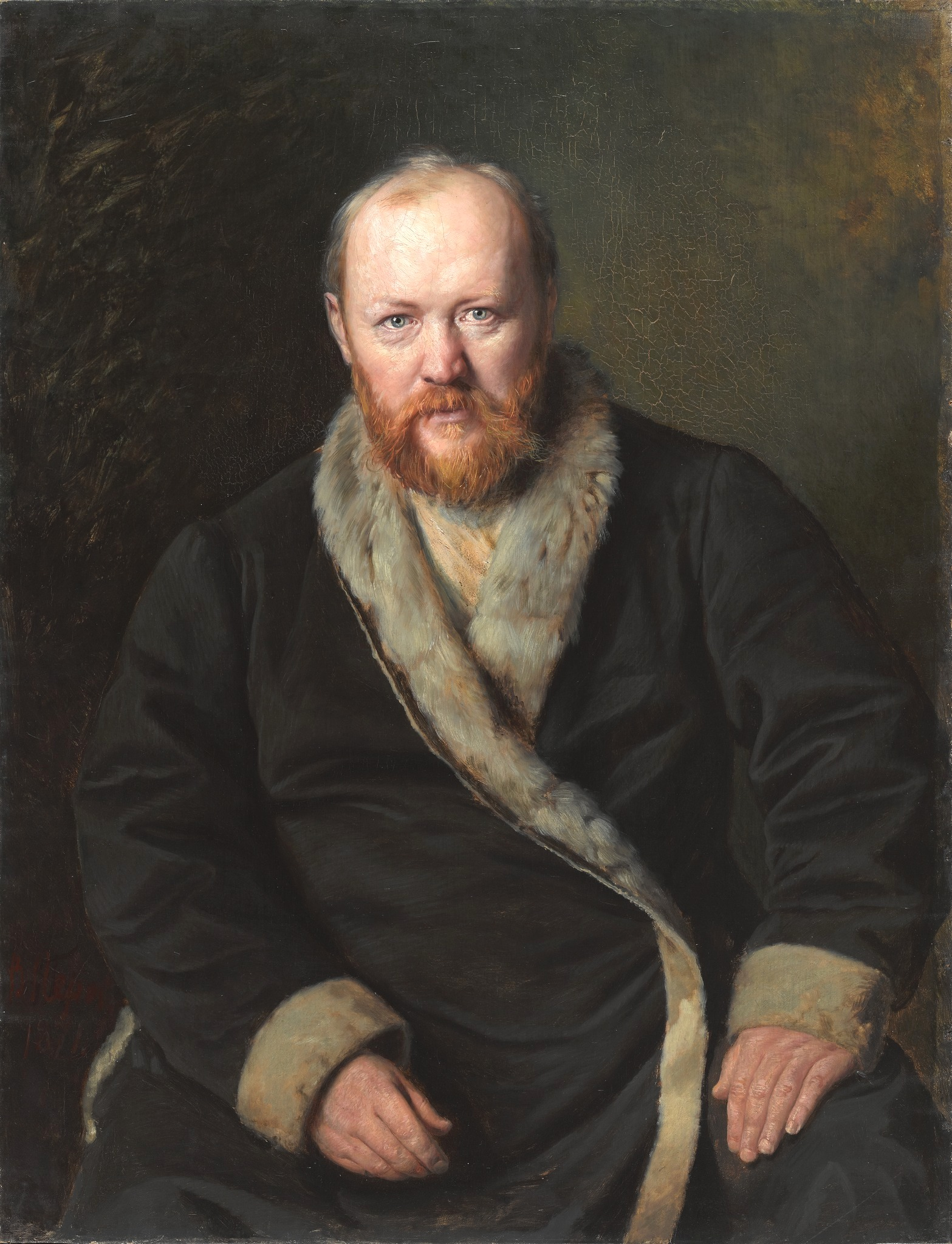
« Portrait d'Ostrovski », 1871
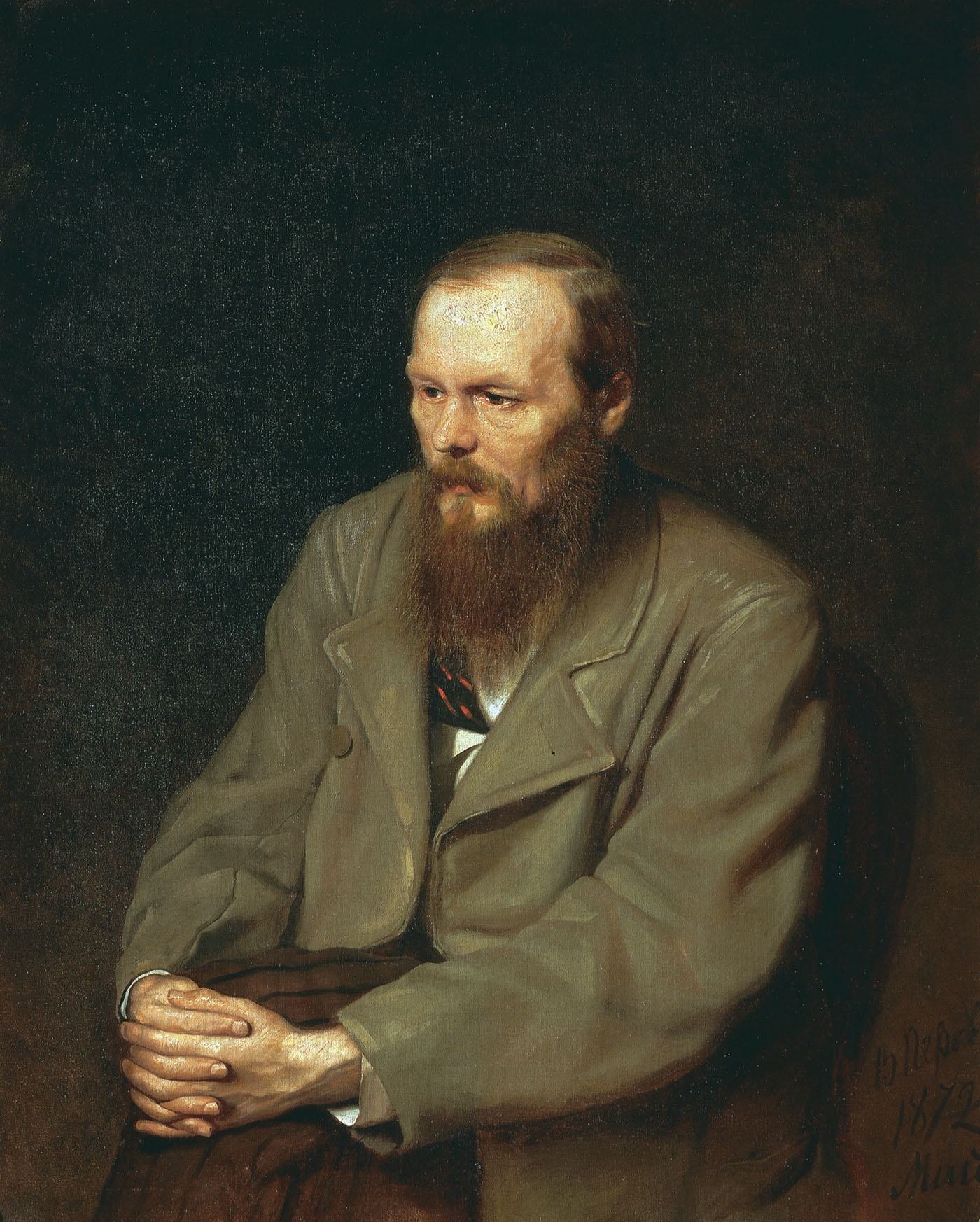
« Portrait de Dostoïevski », 1872
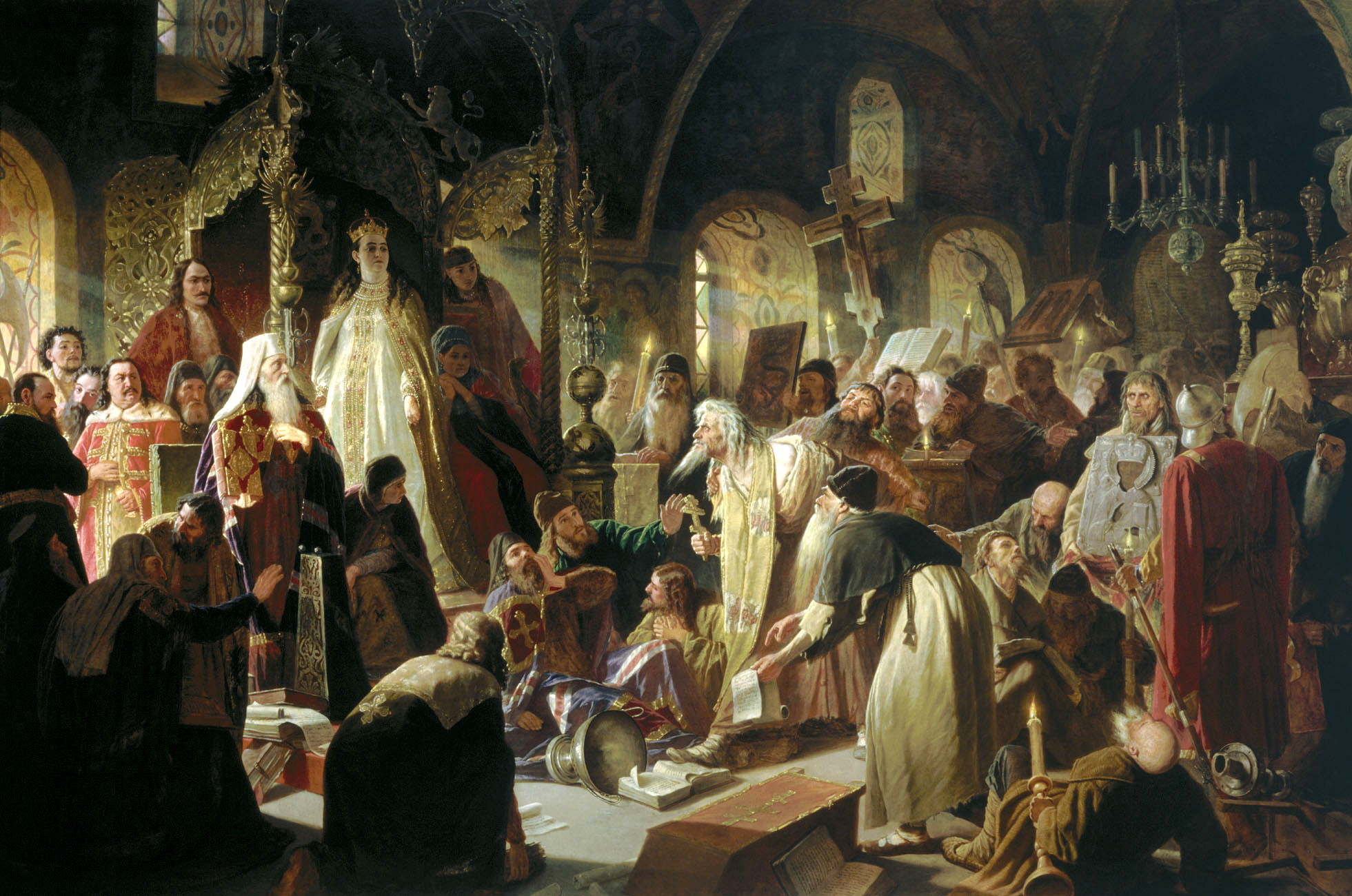
Nikita Poustosviat 1880-1881
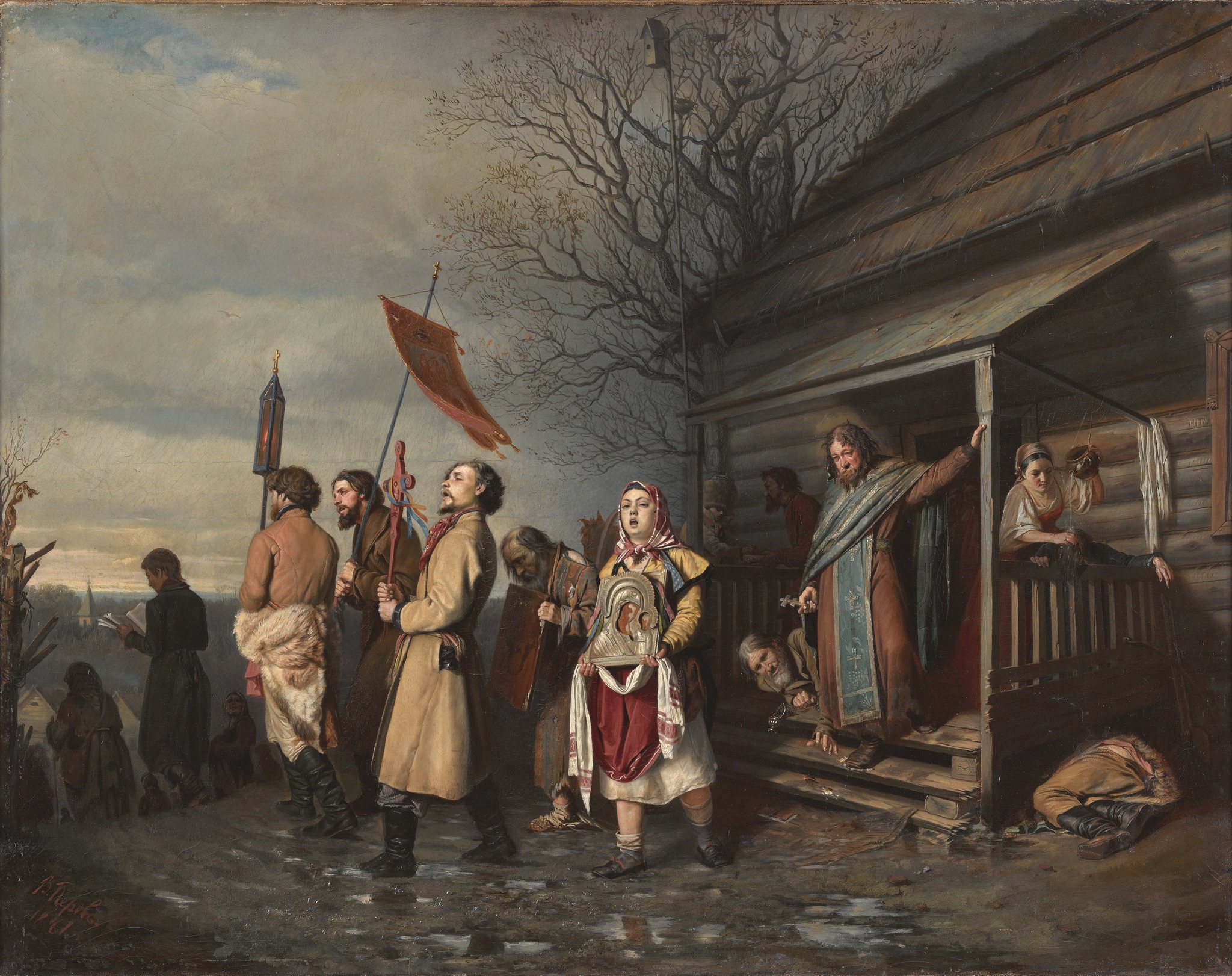
La Procession de Pâques
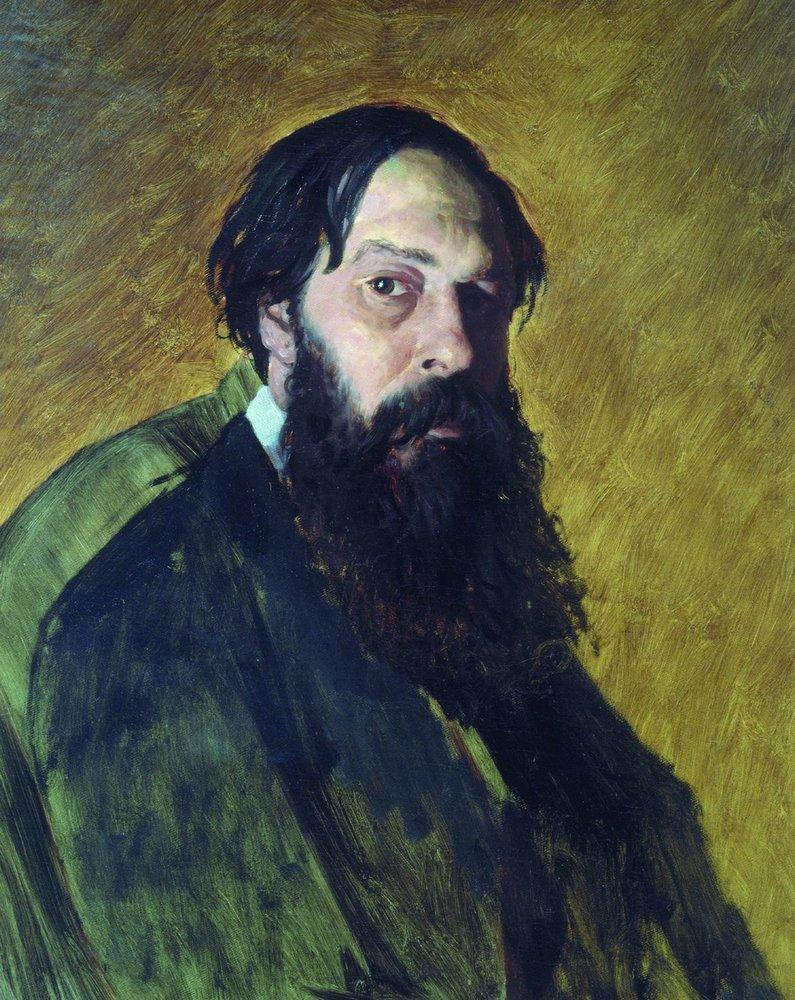
Portrait du peintre Alexeï Savrassov